# Warsaw (Kentucky)
Warsaw é uma cidade localizada no estado americano de Kentucky, no Condado de Gallatin.

## Demografia
Segundo o censo americano de 2000, a sua população era de 1811 habitantes.
Em 2006, foi estimada uma população de 1834, um aumento de 23 (1.3%).

## Geografia
De acordo com o United States Census Bureau tem uma área de
3,9 km², dos quais 2,5 km² cobertos por terra e 1,4 km² cobertos por água.

## Localidades na vizinhança
O diagrama seguinte representa as localidades num raio de 16 km ao redor de Warsaw.